# Cúp C1 châu Âu 1960–61
Cúp C1 châu Âu 1960–61 là mùa thứ sáu của Cúp C1 châu Âu, giải bóng đá dành cho các câu lạc bộ của UEFA. Benfica lên ngôi vô địch sau khi giành chiến thắng với tỉ số 3–2 trong trận chung kết trước Barcelona, đội bóng đã đánh bại đội bóng Tây Ban Nha Real Madrid, đã từng vô địch giải đấu 5 lần liên tiếp, ở vòng 1.

## Vòng sơ loại
Lễ bốc thăm chia cặp đấu diễn ra bởi UEFA ở Paris, Pháp, vào thứ Năm, ngày 7 tháng 7 năm 1960.
|       | Nhóm 1 Bắc Âu                                                        | Nhóm 2 Tây Âu                                                               | Nhóm 3 Đông Âu                                            |
| ----- | -------------------------------------------------------------------- | --------------------------------------------------------------------------- | --------------------------------------------------------- |
| Drawn | Bắc Ireland Đông Đức Ba Lan Na Uy Phần Lan Thụy Điển Đan Mạch Hà Lan | Pháp Cộng hoà Ireland Bỉ Luxembourg Thụy Sĩ Scotland Tây Ban Nha Bồ Đào Nha | Áo Romania Bulgaria Thổ Nhĩ Kỳ Tiệp Khắc Hungary Nam Tư Ý |
| Byes  | Hamburg                                                              | Burnley                                                                     | Panathinaikos                                             |

The calendar was decided by the involved teams, with all matches to be played by 30 September.
| Đội 1           | TTS  | Đội 2                  | Lượt đi | Lượt về |
| --------------- | ---- | ---------------------- | ------- | ------- |
| Hearts          | 1–5  | Benfica                | 1–2     | 0–3     |
| Sao Đỏ Belgrade | 1–5  | Újpesti Dózsa          | 1–2     | 0–3     |
| Fredrikstad     | 4–3  | Ajax                   | 4–3     | 0–0     |
| AGF             | 3–1  | Legia Warszawa         | 3–0     | 0–1     |
| Juventus        | 3–4  | CDNA Sofia             | 2–0     | 1–4     |
| IFK Helsingfors | 2–5  | IFK Malmö              | 1–3     | 1–2     |
| Rapid Wien      | 4–1  | Beşiktaş               | 4–0     | 0–1     |
| Limerick        | 2–9  | Young Boys             | 0–5     | 2–4     |
| CCA Bucharest   | x–wo | Spartak Hradec Králové | –       | –       |
| Glenavon        | x–wo | Wismut Karl Marx Stadt | –       | –       |
| Stade Reims     | 11–1 | Jeunesse Esch          | 6–1     | 5–0     |
| Barcelona       | 5–0  | Lierse                 | 2–0     | 3–0     |

1. ↑  Each team was refused visas to the other's country. UEFA authorised neutral venues but Glenavon withdrew due to the higher cost and lower revenue.[2]

### Lượt đi
| Hearts    | 1–2      | Benfica                      |
| --------- | -------- | ---------------------------- |
| Young 80' | Chi tiết | Águas 36' · José Augusto 74' |

| Sao Đỏ Belgrade | 1–2      | Újpesti Dózsa              |
| --------------- | -------- | -------------------------- |
| Kostić 17'      | Chi tiết | Göröcs 35' · Kuharszki 68' |

| Limerick | 0–5      | Young Boys                                                          |
| -------- | -------- | ------------------------------------------------------------------- |
|          | Chi tiết | Wechselberger 54', 88' · Willy Schneider 70' · Dürr 76' · Meier 82' |

| Fredrikstad                                       | 4–3      | Ajax                                  |
| ------------------------------------------------- | -------- | ------------------------------------- |
| Olsen 35', 61' · Kristoffersen 49' · Pedersen 59' | Chi tiết | H. Groot 25' · Swart 37' · Muller 75' |

| Rapid Wien                                                 | 4–0      | Beşiktaş |
| ---------------------------------------------------------- | -------- | -------- |
| Münir 9' (l.n.) · Dienst 20' · Glechner 86' · Bertalan 90' | Chi tiết |          |

| AGF                                             | 3–0      | Legia Warszawa |
| ----------------------------------------------- | -------- | -------------- |
| Amdisen 32' · Kjær-Andersen 54' · J. Jensen 75' | Chi tiết |                |

| Juventus                 | 2–0      | CDNA Sofia |
| ------------------------ | -------- | ---------- |
| Lojodice 5' · Sívori 24' | Chi tiết |            |

| IFK Helsingfors | 1–3      | IFK Malmö                    |
| --------------- | -------- | ---------------------------- |
| Nevalainen 68'  | Chi tiết | Olofsson 25', 40' · Borg 68' |

| Stade Reims                                                         | 6–1      | Jeunesse Esch |
| ------------------------------------------------------------------- | -------- | ------------- |
| Vincent 4', 59' · Rustichelli 16' · Dubaele 38', 64' · Piantoni 85' | Chi tiết | Meurisse 87'  |

| Barcelona                    | 2–0      | Lierse |
| ---------------------------- | -------- | ------ |
| Czibor 17' · Luis Suárez 70' | Chi tiết |        |

### Lượt về
| Benfica                          | 3–0      | Hearts |
| -------------------------------- | -------- | ------ |
| Águas 7', 60' · José Augusto 49' | Chi tiết |        |

Benfica giành chiến thắng 5–1 chung cuộc.
| Újpesti Dózsa                          | 3–0      | Sao Đỏ Belgrade |
| -------------------------------------- | -------- | --------------- |
| Borsányi 70' · Pataki 71' · Göröcs 87' | Chi tiết |                 |

Újpesti Dózsa giành chiến thắng 5–1 chung cuộc.
| Young Boys                                         | 4–2      | Limerick                   |
| -------------------------------------------------- | -------- | -------------------------- |
| Allemann 40' · Willy Schneider 68', 72' · Dürr 81' | Chi tiết | Wallace 36' · O'Reilly 75' |

Young Boys giành chiến thắng 9–2 chung cuộc.
| Ajax | 0–0      | Fredrikstad |
| ---- | -------- | ----------- |
|      | Chi tiết |             |

Fredrikstad giành chiến thắng 4–3 chung cuộc.
| Legia Warszawa | 1–0      | AGF |
| -------------- | -------- | --- |
| H. Nowak 29'   | Chi tiết |     |

AGF giành chiến thắng 3–1 chung cuộc.
| CDNA Sofia                                              | 4–1      | Juventus   |
| ------------------------------------------------------- | -------- | ---------- |
| Rakarov 19' · Kovachev 56' · Panayotov 68' · Tsanev 75' | Chi tiết | Nicolè 88' |

CDNA Sofia giành chiến thắng 4–3 chung cuộc.
| IFK Malmö                 | 2–1      | IFK Helsingfors |
| ------------------------- | -------- | --------------- |
| Lundqvist 22' · Ljung 24' | Chi tiết | Kivelä 29'      |

IFK Malmö giành chiến thắng 5–2 chung cuộc.
| Beşiktaş  | 1–0      | Rapid Wien |
| --------- | -------- | ---------- |
| Ahmet 11' | Chi tiết |            |

Rapid Wien giành chiến thắng 4–1 chung cuộc.
| Jeunesse Esch | 0–5      | Stade Reims                                                         |
| ------------- | -------- | ------------------------------------------------------------------- |
|               | Chi tiết | Vincent 50' · Moreau 54' · Heinen 60' (l.n.) · Rustichelli 63', 69' |

Stade Reims giành chiến thắng 11–1 chung cuộc.
| Lierse | 0–3      | Barcelona                         |
| ------ | -------- | --------------------------------- |
|        | Chi tiết | Villaverde 7' · Evaristo 26', 77' |

Barcelona giành chiến thắng 5–0 chung cuộc.

## Vòng 1
| Đội 1                  | TTS  | Đội 2                  | Lượt đi | Lượt về |
| ---------------------- | ---- | ---------------------- | ------- | ------- |
| Benfica                | 7–4  | Újpesti Dózsa          | 6–2     | 1–2     |
| AGF                    | 4–0  | Fredrikstad            | 3–0     | 1–0     |
| Rapid Wien             | 3–31 | Wismut Karl Marx Stadt | 3–1     | 0–2     |
| IFK Malmö              | 2–1  | CDNA Sofia             | 1–0     | 1–1     |
| Real Madrid            | 3–4  | Barcelona              | 2–2     | 1–2     |
| Spartak Hradec Králové | 1–0  | Panathinaikos          | 1–0     | 0–0     |
| Burnley                | 4–3  | Stade Reims            | 2–0     | 2–3     |
| Young Boys             | 3–8  | Hamburg                | 0–5     | 3–3     |

1 Rapid Wien giành chiến thắng trước Wismut Karl Marx Stadt 1–0 ở trận play-off để vào vòng 2.

### Lượt đi
| Benfica                                                         | 6–2      | Újpesti Dózsa           |
| --------------------------------------------------------------- | -------- | ----------------------- |
| Coluna 1' · Águas 5', 11' · Santana 16', 28' · José Augusto 88' | Chi tiết | Göröcs 70' · Pataki 77' |

| AGF                                       | 3–0      | Fredrikstad |
| ----------------------------------------- | -------- | ----------- |
| Amdisen 74' · Overby 83' · Rou Jensen 85' | Chi tiết |             |

| Rapid Wien                              | 3–1      | Wismut Karl Marx Stadt |
| --------------------------------------- | -------- | ---------------------- |
| Dienst 5' · Milanović 52' · Hanappi 61' | Chi tiết | Wagner 17'             |

| IFK Malmö    | 1–0      | CDNA Sofia |
| ------------ | -------- | ---------- |
| Karlsson 80' | Chi tiết |            |

| Real Madrid           | 2–2      | Barcelona                    |
| --------------------- | -------- | ---------------------------- |
| Mateos 1' · Gento 33' | Chi tiết | Luis Suárez 27', 88' (ph.đ.) |

| Spartak Hradec Králové | 1–0      | Panathinaikos |
| ---------------------- | -------- | ------------- |
| Šonka 89'              | Chi tiết |               |

| Burnley                  | 2–0      | Stade Reims |
| ------------------------ | -------- | ----------- |
| McIlroy 25' · Robson 40' | Chi tiết |             |

| Young Boys | 0–5      | Hamburg                                          |
| ---------- | -------- | ------------------------------------------------ |
|            | Chi tiết | Stürmer 24', 51' · Seeler 35', 39' · Neisner 74' |

### Lượt về
| Újpesti Dózsa           | 2–1      | Benfica    |
| ----------------------- | -------- | ---------- |
| Halapi 55' · Szusza 61' | Chi tiết | Santana 5' |

Benfica giành chiến thắng 7–4 chung cuộc.
| Fredrikstad | 0–1      | AGF        |
| ----------- | -------- | ---------- |
|             | Chi tiết | Overby 49' |

AGF giành chiến thắng 4–0 chung cuộc.
| Wismut Karl Marx Stadt   | 2–0      | Rapid Wien |
| ------------------------ | -------- | ---------- |
| Bamberger 49' · Zink 61' | Chi tiết |            |

Wismut Karl Marx Stadt 3–3 Rapid Wien chung cuộc.
| Rapid Wien | 1–0      | Wismut Karl Marx Stadt |
| ---------- | -------- | ---------------------- |
| Flögel 4'  | Chi tiết |                        |

Rapid Wien giành chiến thắng 1–0 ở trận play-off.
| CDNA Sofia | 1–1      | IFK Malmö    |
| ---------- | -------- | ------------ |
| Tsanev 21' | Chi tiết | Olofsson 52' |

IFK Malmö giành chiến thắng 2–1 chung cuộc.
| Barcelona                 | 2–1      | Real Madrid |
| ------------------------- | -------- | ----------- |
| Vergés 33' · Evaristo 81' | Chi tiết | Canário 87' |

Barcelona giành chiến thắng 4–3 chung cuộc.
| Panathinaikos | 0–0      | Spartak Hradec Králové |
| ------------- | -------- | ---------------------- |
|               | Chi tiết |                        |

Spartak Hradec Králové giành chiến thắng 1–0 chung cuộc.
| Stade Reims                    | 3–2      | Burnley                   |
| ------------------------------ | -------- | ------------------------- |
| Piantoni 50' · Rodzik 56', 75' | Chi tiết | Robson 33' · Connelly 57' |

Burnley giành chiến thắng 4–3 chung cuộc.
| Hamburg                                      | 3–3      | Young Boys                                     |
| -------------------------------------------- | -------- | ---------------------------------------------- |
| Stürmer 12' · Dörfel 68' · Walker 86' (l.n.) | Chi tiết | Bigler 21' (ph.đ.) · Meier 25' · Schneiter 48' |

Hamburg giành chiến thắng 8–3 chung cuộc.

## Tứ kết
| Đội 1      | TTS | Đội 2                  | Lượt đi | Lượt về |
| ---------- | --- | ---------------------- | ------- | ------- |
| Benfica    | 7–2 | AGF                    | 3–1     | 4–1     |
| Rapid Wien | 4–0 | IFK Malmö              | 2–0     | 2–0     |
| Barcelona  | 5–1 | Spartak Hradec Králové | 4–0     | 1–1     |
| Burnley    | 4–5 | Hamburg                | 3–1     | 1–4     |

### Lượt đi
| Benfica                                   | 3–1                  | AGF         |
| ----------------------------------------- | -------------------- | ----------- |
| Águas 20', 60' · José Augusto 50' (ph.đ.) | Chi tiết MatchCentre | Amdisen 52' |

| Rapid Wien                | 2–0                  | IFK Malmö |
| ------------------------- | -------------------- | --------- |
| Dienst 44' · Bertalan 87' | Chi tiết MatchCentre |           |

| Barcelona                                           | 4–0                  | Spartak Hradec Králové |
| --------------------------------------------------- | -------------------- | ---------------------- |
| Tejada 11', 64' · Evaristo 39' · Kubala 90' (ph.đ.) | Chi tiết MatchCentre |                        |

| Burnley                         | 3–1                  | Hamburg    |
| ------------------------------- | -------------------- | ---------- |
| Pilkington 8', 60' · Robson 74' | Chi tiết MatchCentre | Dörfel 76' |

### Lượt về
| AGF                | 1–4                  | Benfica                                        |
| ------------------ | -------------------- | ---------------------------------------------- |
| Germano 77' (l.n.) | Chi tiết MatchCentre | José Augusto 2', 42' · Águas 32' · Santana 81' |

Benfica giành chiến thắng 7–2 chung cuộc.
| IFK Malmö | 0–2                  | Rapid Wien                |
| --------- | -------------------- | ------------------------- |
|           | Chi tiết MatchCentre | Bertalan 39' · Flögel 83' |

Rapid Wien giành chiến thắng 4–0 chung cuộc.
| Spartak Hradec Králové | 1–1                  | Barcelona       |
| ---------------------- | -------------------- | --------------- |
| Zikán 33'              | Chi tiết MatchCentre | Luis Suárez 24' |

Barcelona giành chiến thắng 5–1 chung cuộc.
| Hamburg                                   | 4–1                  | Burnley    |
| ----------------------------------------- | -------------------- | ---------- |
| Stürmer 8' · Seeler 41', 75' · Dörfel 56' | Chi tiết MatchCentre | Harris 55' |

Hamburg giành chiến thắng 5–4 chung cuộc.

## Bán kết
| Đội 1     | TTS  | Đội 2      | Lượt đi | Lượt về |
| --------- | ---- | ---------- | ------- | ------- |
| Benfica   | 4–1  | Rapid Wien | 3–0     | 1–1     |
| Barcelona | 2–21 | Hamburg    | 1–0     | 1–2     |

1 Barcelona giành chiến thắng trước Hamburg với tỉ số 1–0 ở trận play-off để vào trận chung kết.

### Lượt đi
| Benfica                            | 3–0                  | Rapid Wien |
| ---------------------------------- | -------------------- | ---------- |
| Coluna 15' · Águas 25' · Cavém 63' | Chi tiết MatchCentre |            |

| Barcelona    | 1–0                  | Hamburg |
| ------------ | -------------------- | ------- |
| Evaristo 46' | Chi tiết MatchCentre |         |

### Lượt về
| Rapid Wien | 1–1                  | Benfica   |
| ---------- | -------------------- | --------- |
| Skocik 70' | Chi tiết MatchCentre | Águas 66' |

Game abandoned with two minutes to play due to crowd riots and pitch invasion.
Benfica giành chiến thắng 4–1 chung cuộc.
| Hamburg               | 2–1                  | Barcelona  |
| --------------------- | -------------------- | ---------- |
| Wulf 59' · Seeler 68' | Chi tiết MatchCentre | Kocsis 90' |

Hamburg 2–2 Barcelona chung cuộc.
| Barcelona    | 1–0                  | Hamburg |
| ------------ | -------------------- | ------- |
| Evaristo 43' | Chi tiết MatchCentre |         |

Barcelona giành chiến thắng 1–0 ở trận play-off.

## Chung kết
| Benfica                                       | 3–2           | Barcelona               |
| --------------------------------------------- | ------------- | ----------------------- |
| Águas 31' · Ramallets 32' (l.n.) · Coluna 55' | Chi tiết UEFA | Kocsis 21' · Czibor 75' |

## Top cầu thủ ghi bàn
Top cầu thủ ghi bàn hàng đầu của Cúp C1 châu Âu 1960–61 (tính từ vòng sơ loại):
| Tt. | Tên cầu thủ           | Câu lạc bộ    | Bàn thắng |
| --- | --------------------- | ------------- | --------- |
| 1   | José Águas            | Benfica       | 11        |
| 2   | Evaristo              | Barcelona     | 6         |
| 2   | José Augusto          | Benfica       | 6         |
| 4   | Uwe Seeler            | Hamburg       | 5         |
| 5   | Santana               | Benfica       | 4         |
| 5   | Klaus Stürmer         | Hamburg       | 4         |
| 5   | Luis Suárez           | Barcelona     | 4         |
| 8   | John Amdisen          | AGF           | 3         |
| 8   | Mário Coluna          | Benfica       | 3         |
| 8   | Gert Dörfel           | Hamburg       | 3         |
| 8   | János Göröcs          | Újpesti Dózsa | 3         |
| 8   | Hans Olofsson         | IFK Malmö     | 3         |
| 8   | Jimmy Robson          | Burnley       | 3         |
| 8   | Dominique Rustichelli | Stade Reims   | 3         |
| 8   | Jean Vincent          | Stade Reims   | 3         |